# Patrice Sauvage
Patrice Sauvage est un haut fonctionnaire français ayant notamment travaillé au Ministère de l'Économie, de l'Industrie et de l'Emploi et qui est par ailleurs un militant associatif.
Rapporteur général de la commission nationale d'évaluation du Revenu minimum d'insertion, il est fondateur et dirigeant de plusieurs associations dans les domaines de la solidarité et de l'économie alternative. Il est diacre de l'Église catholique.

## Biographie
Patrice Sauvage est issu de la promotion Léon Blum de l'ENA (1973-1975). Il s'engage en 1977 dans les Réseaux Espérance, dont il devient ensuite l'animateur. Par la suite, il devient inspecteur des finances mais il se fait mettre en disponibilité pour se lancer dans le mouvement associatif.
S'étant spécialisé dans le développement local et l'épargne de proximité, il fonde en 1981 l'ALDEA (Agence de Liaison pour le Développement d'une économie alternative, devenue REAS - Réseau de l'Économie Alternative et Solidaire) qui est à l'origine des clubs d'investissement Cigales, de la société de capital-risque Garrigue et d'un contre-sommet au G7 TOES (Towards Other Economic Summit) en 1989. 
Il est aussi membre de la délégation interministérielle pour l'insertion professionnelle et sociale des jeunes en difficulté. Il se montre proche des Verts en 1986. Engagé dans la lutte contre l'exclusion à partir de 1984, Patrice Sauvage est le rapporteur général de la commission nationale d'évaluation du Revenu minimum d'insertion (RMI), de 1988 à 1991. 
Il participe en 1993 à la fondation de Démocratie et spiritualité, avec Jean-Baptiste de Foucauld. Il fonde et préside l'association ALICE (Agence de Liaison pour l'Insertion, la Création et l'Échange) à Cergy-Pontoise. De 1994 à 1996, il anime une recherche de l'OCDE sur l'économie plurielle. Il devient directeur de la mission régionale d'information sur l'exclusion de Rhône-Alpes en 1996. 
Patrice Sauvage voulant favoriser un « renouveau spirituel », il est ordonné diacre de l'Église catholique en 2002, et intègre le Secours catholique en 2004 en tant que conseiller technique.

## Ouvrages
- RMI, le pari de l'insertion, rapport de la Commission nationale du revenu minimum d'insertion (rapporteur général), Paris, la Documentation française, 1992  (ISBN 2-11-002770-3).
- Les Entreprises alternatives, avec Ph. Outrequin et A. Potier, Syros, 1986  (ISBN 2-86738-121-5).
- Insertion des jeunes et modernisation, Paris, Economica, 1988  (ISBN 2-7178-1589-9).
- Réconcilier l'économique et le social : vers une économie plurielle, Paris, OCDE, 1996  (ISBN 92-64-24803-X).
- L'Impératif spirituel, Paris, éd. de l'Atelier et éd. Ouvrières, 1999  (ISBN 2-7082-3444-7).
- Promouvoir de nouveaux services d'utilité sociale : construire des passerelles, mobiliser les acteurs (dir., avec Danièle Demoustier), actes du colloque, 1er février 2000, Lyon, MRIE, 2000.
- Ailes et racines, pour une spiritualité de l'engagement social, dir. avec Thierry Verhelst, Siloë, 2001  (ISBN 2-84231-169-8).
- Indicateurs de pauvreté et croisement des savoirs, rapport final, Lyon, Mission régionale d'information Rhône-Alpes, 2003.
- La Foi, chemin d'humanité, Strasbourg, éd. du Signe, 2009  (ISBN 978-2-7468-2149-1).

## Sources bibliographiques
- « Patrice Sauvage, haut fonctionnaire. Une laïcité plus riche », dans La Vie, 19 septembre 1996.
- La Vie, 30 novembre 1995, p. 20, comporte un portrait de Patrice Sauvage.
- Jean Jacob, Le retour de "L'ordre nouveau" : les métamorphoses d'un fédéralisme européen, Librairie Droz, 2000, pp. 242 et 246.
- Dominique Allan Michaud, L'avenir de la société alternative: les idées 1968-1990, L'Harmattan, 1989  (ISBN 2-7384-0302-6 et 9782738403025), pp. 32, 33, 45, 78, 132, 133, 140, 141, 218, 236, 238, 241, 253.
- Bibliothèque nationale de France, catalogue général.